# Scabiosa
- Commons
- Wikispecies

 Scabiosa   L. é um gênero botânico pertencente a família das 
Dipsacaceae .
São plantas herbáceas, floríferas e  perenes. Os membros deste gênero são nativos da Europa ,Ásia e África. Devido a beleza de suas flores, muitos cultivares foram desenvolvidos  como plantas ornamentais para jardins. Crescem de 70 cm a 1 m de altura.
Apresentam muitas flores pequenas de coloração suave  azul-lavanda, lilás ou creme pálido. 
As flores crescem isoladamente  no alto do talo. Por serem ricas em néctar atraem muitos insetos, incluindo as lepidopteras.

## Sinonímia
| - Lomelosia Raf. - Pseudoscabiosa Devesa - Pycnocomon Hoffmanns. et Link | - Scabiosiopsis Rech.f. - Sixalix Raf. |

## Principais espécies
| - Scabiosa atropurpurea - Scabiosa canescens - Scabiosa caucasica - Scabiosa columbaria - Scabiosa graminifolia - Scabiosa lucida - Scabiosa maritima | - Scabiosa ochraleuca - Scabiosa palaestrina - Scabiosa prolifera - Scabiosa stellata - Scabiosa triandra - Scabiosa vestina |

- Lista completa

## Classificação do gênero
| Sistema | Classificação                      | Referência               |
| ------- | ---------------------------------- | ------------------------ |
| Linné   | Classe Tetrandria, ordem Monogynia | Species plantarum (1753) |